# Byron Moreno
Byron Moreno (Quito, 1969. november 23. –) ecuadori nemzetközi labdarúgó-játékvezető. Teljes neve: Byron Ademar Moreno Ruales.
Magassága 176 cm, testtömege 78 kg. 2010-ben a New York-i Kennedy repülőtéren rajtakapták, hogy testére ragasztott tasakokban hat kilogrammnyi heroint próbált becsempészni Ecuadorból.

## Pályafutása

### Labdarúgó-játékvezetőként

#### Nemzeti játékvezetés
A világbajnokságon és az azt követő időszakban személye ellen intézett támadások hatására 2003-ban befejezte a nemzeti játékvezetői szolgálatát.

#### Nemzetközi játékvezetés
Az Ecuadori labdarúgó-szövetség Játékvezető Bizottsága 1996-ban terjesztette fel nemzetközi játékvezetőnek, a Nemzetközi Labdarúgó-szövetség (FIFA) bíróinak keretébe. Több válogatott és nemzetközi klubmérkőzést vezetett. Az olasz média jogos üldözésének eredményeként 2003-ban befejezte nemzetközi játékvezetői tevékenységét.

##### Világbajnokság
1999-ben Új-Zélandon rendezték az U17-es labdarúgó-világbajnokságot, ahol a Mali–Németország (0:0) és a Spanyolország–Mexikó (0:1) csoportmérkőzéseket, valamint az elődöntő egyik találkozóját, az USA–Ausztrália  (2:2) összecsapást koordinálta.
Vezetett mérkőzéseinek száma: 3.
Dél-Korea és Japán közösen rendezte a XVII., a 2002-es labdarúgó-világbajnokság döntő mérkőzéseit, ahol az Amerikai Egyesült Államok–Portugália (3:2) csoporttalálkozót, valamint a nyolcaddöntő egyik mérkőzését, a Dél-Korea–Olaszország (2:1) összecsapást irányította.
Vezetett mérkőzéseinek száma: 2.
A mérkőzést követően az olasz média hetekig tartó durva kirohanásokat intézet a vereségért felelős játékvezető ellen. A FIFA teljesen értetlenül állt az olaszok magatartása előtt. Moreno játékvezető minimális mennyiségű hibát követett el ezen a mérkőzésen, így teljesen elégedettek vagyunk a munkájával – jelentette ki Keith Cooper, a FIFA sajtófőnöke.[forrás?]

###### Fordulatok
A dél-koreai csapat sikereit a vesztesek a szimpatizáló médián keresztül különböző véleményekkel igyekeztek támadni. Az esetek többségében (franciák, olaszok, spanyolok, portugálok) a játékvezetőkben találták meg sikertelenségük kulcsát. Ugyanakkor a gyengén szereplő nagyok, szövetségi jelentésükből kiszivárogtatott részletek alapján, eredménytelenségük okai között csekély mértékben említik a játékvezetők gyengébb felkészültségét. A fáradtság, a mentális felkészültség gyengesége, egyes játékosok érdektelensége, az összetartás rövid ideje lett a gyenge szereplés valóságos oka.
Guus Hiddink, a koreai együttes szövetségi kapitánya sportági sikereit támadóknak az alábbiakat üzente:[forrás?] A vesztesek nézzenek a tükörbe, és ne külső körülményekben keressék bukásuk okát. Kritikát nem a játékvezetők, csak is önmaguk fölött gyakorolhatnak.

##### Amerika Kupa
Az 1997-es Copa América, a dél-amerikai válogatottak első számú tornája a 38. kiírás volt, a CONMEBOL szervezte, házigazdája Bolívia volt. Itt a Bolívia–Venezuela (1:0) és a Peru–Venezuela (2:0) csoportmérkőzéseket, valamint az egyik negyeddöntőt, a Peru–Argentína (2:1) találkozót vezette.
Az 1999-es Copa América a 39. kiírás volt, a CONMEBOL szervezte, házigazdája Paraguay volt. Itt a Peru–Japán (3:2) és a Bolívia–Japán (1:1) csoporttalálkozókat, valamint az egyik elődöntőt, a Brazília–Mexikó (2:0) mérkőzést vezette.
Vezetett mérkőzéseinek száma összesen: 6.

##### Konföderációs kupa
Dél-Korea és Japán adott otthont az 5., a 2001-es konföderációs kupa tornának, ahol a Kamerun–Kanada (2:0) csoportmérkőzést vezette. Vezetett mérkőzéseinek száma: 1.